# Søren Byder
Søren Byder (født 20. juli 1972) er en dansk forhenværende skuespiller, der blev uddannet fra Statens Teaterskole i 1999 og som fra 2000 var tilknyttet Det kongelige Teater. I tv har man kunnet se han i serierne Nikolaj og Julie og Hotellet og på filmlærredet i Bella, min Bella (1996), Se til venstre, der er en svensker (2003) og Da Capo (2008). Herudover har han medvirket i flere reklamefilm og engelske serier.
Byder har forladt skuespilleriet og arbejder i dag med belastede unge på en døgninstitution.

## Udvalgt filmografi
- Bella, min Bella (1996) – Mikkel
- Portland (1996) – Sælger
- Mørkeleg (1996) – Jesper
- Se til venstre, der er en svensker (2003) – Jonas
- Da Capo (kortfilm, 2009)

### Tv-serier
- Hotellet (2000-02; 60 afsnit) – Jimmy Larsen
- Nikolaj og Julie (2003; 6 afsnit) – Mikkel

## Privatliv
Han har tidligere været gift med skuespiller Anne Sofie Espersen, som han har tre børn med.